# Флэннери, Сара
Сара Флэннери (англ. Sarah Flannery, род. 1982, графство Корк, Ирландия) в возрасте 16 лет стала победителем
BT Young Scientist and Technology Exhibition 1999 года за разработку алгоритма Кайли-Пёсе (Cayley-Purser algorithm), основанном на её работе, выполненной в Baltimore Technologies во время недельной практики в этой компании. Проект, названный «Криптография — новый алгоритм в сравнении с RSA», также принёс ей победу в Конкурсе молодых ученых Евросоюза (EU Young Scientist of the Year Award) 1999 года. Её книга In Code (2001), в соавторстве с её отцом, рассказывает историю создания алгоритма и о том удовольствии, которое она получала в детстве от решения математических головоломок.
Она изучала информатику в Питерхаус, колледже при Кембриджском университете, который окончила в 2003, и по состоянию на 2006 работала в Electronic Arts в качестве инженера программного обеспечения. Сейчас работает в компании TirNua, являясь одним из основателей, в должности Директора по науке.
Фонари уличного освещения на улице Святого Патрика, одной из основных магистралей Корка, названы в её честь.

## Семья
Сара Флэннери является дочерью Дэвида (David) и Элен (Elaine) Флэннери. Имеет четырёх младших братьев: Дэвид (David), Брайан (Brian), Имон (Eammon) и рок/фолк певец и композитор Мик.